# Зайончково (Великопольське воєводство)
Зайончково (пол. Zajączkowo) — село в Польщі, у гміні Пневи Шамотульського повіту Великопольського воєводства.
Населення — 274 особи (2011).
У 1975-1998 роках село належало до Познанського воєводства.

## Демографія
Демографічна структура станом на 31 березня 2011 року:
|          | Загалом | Допрацездатний вік | Працездатний вік | Постпрацездатний вік |
| -------- | ------- | ------------------ | ---------------- | -------------------- |
| Чоловіки | 133     | 26                 | 92               | 15                   |
| Жінки    | 141     | 31                 | 79               | 31                   |
| Разом    | 274     | 57                 | 171              | 46                   |